# Stročín
Stročín je obec na Slovensku v okrese Svidník. Žije zde 561 obyvatel.

## Geografie
Stročín leží v Nízkých Beskydech v údolí řeky Ondavy. Povrch západní části obce je rovinatý a na východě mírně kopcovitější. Řeka Ondava, která protéká obcí vytváří mírné údolí. Západní část tvoří pastviny a pole, ve východní části se nachází habrovo-bukové lesy. Nadmořská výška je 210 m.

## Historie obce
První písemná zmínka o obci Stročín pochází z roku 1317, kdy je zmíněna v listině uherského krále Karla Roberta z Anjou.
- 1773 Sztrocsin, Strocžin,
- 1786 Strocschin,
- 1808 Sztrocsin, Stročín,
- 1863 Sztrocsin,
- 1873 – 1902 Szorocsin,
- 1907 – 1913 Szorocsány,
- 1920 – Stročín až do současnosti

Území obce patřilo feudálním Abovcům. V roku 1317 skonfiskoval uherský král Karel Róbert majetky nevěrného feudála Petra Peteňa, kterému patřilo i území Stročína a daroval je magistrovi Mikčovi, synovi Machala, comesovi a kastelánovi na hrade Šariš. Ve 13.–14. století byla obec významným střediskem panství Stročín, v kterém byla tržnice s mýtnicí. Pod panství patřily i současné obce: Dubová, Duplín, Bokša, Chotča, Tisinec, Nižný Orlík a město Svidník. V roce 1378 panství Stročín zaniká a bývalé území připadá panství Makovica.
Během vlády Habsbursko-Lotrinské dynastie se v obci obyvatelé zabývali převažně zemědělstvím. V obci se nacházel i kovář.
Obec během první světové války byla značně poškozena.
V rozmezí let 1919–1939 za ČSR se v obci vybudovala obecná škola. Obyvatelé se stále věnovali zemědělství a práci v lesích.
Během druhé světové války, když obec patřila Slovenskému státu z obce byla deportována jedná židovská rodina. Během Karpatsko-dukelské operace Němci obec evakuovali a následně vypálili.
Po ukončení druhé světové války byla obec znovu vybudovaná a v obci se postavila nová obecní škola. Jednotné zemědělské družstvo bylo založené v roce 1958 a roku 1964 bylo sloučené s JZD Nová Polianka.

## Pamětihodnosti
V obci se nachází kostel svatého Mikuláše, který byl postaven v gotickém slohu. Byl několikrát přestavěn, rozšířen a okolo roku 1700 přestavěn barokně. Interiér kostela byl upraven v klasicistním slohu.

## Osobnosti
- Ján Rodák (pseudonym Ivan Oset), publicista, satirik, novinář, spisovatel